# San Miguel Tecomatlán (Estado de México)
San Miguel Tecomatlán es una localidad mexicana del Estado de México. Es parte del municipio de Tenancingo. La localidad destaca por la fabricación de una variedad especial de pan artesanal, denominado «pan de Teco». El poblado festeja anualmente la Feria del Pan, a mediados de septiembre.

## Demografía
| Censo | Población |
| ----- | --------- |
| 1900  | 1 097     |
| 1910  | 1 108     |
| 1921  | 1 187     |
| 1930  | 1 170     |
| 1940  | 1 305     |
| 1950  | 1 225     |
| 1960  | 1 457     |
| 1970  | 1 870     |
| 1980  | 2 192     |
| 1990  | 2 313     |
| 1995  | 2 546     |
| 2000  | 3 313     |
| 2005  | 3 013     |
| 2010  | 3 180     |
| 2020  | 3 269     |